# Cmentarz Żołnierzy Armii Czerwonej w Raciborzu
Cmentarz Żołnierzy Armii Czerwonej – wojskowy cmentarz żołnierzy Armii Czerwonej poległych w Raciborzu i okolicach pod koniec II wojny światowej. Zlokalizowany jest na terenie niewielkiego parku w okolicy ulicy Reymonta i rzeki Odry, w Raciborzu, w Polsce.
Cmentarz poświęcony jest żołnierzom Armii Czerwonej, którzy polegli w 1945 roku w walkach w Raciborzu i okolicach. Śmierć w okolicach Raciborza poniosło wówczas około 1000 radzieckich żołnierzy. Ich groby otoczyli opieką członkowie działającego w Raciborzu od 8 października 1945 roku Towarzystwa Przyjaźni Polsko-Radzieckiej. W 1946 roku towarzystwo wraz z Milicją Obywatelską założyło cmentarz żołnierzy radzieckich. Położony jest on w niewielkim parku nad Odrą, przy ulicy Reymonta. Dawniej park ten był własnością firmy Doms. W 1911 roku jej ówczesny właściciel, Franciszek Doms podarował park miastu w 100-lecie istnienia przedsiębiorstwa. Na cmentarzu w 14 mogiłach spoczywają szczątki 348 żołnierzy. W centralnym punkcie cmentarza znajduje się pomnik żołnierzy Armii Czerwonej. W maju 2014 roku stał się on ofiarą chuligańskiego ataku. Zniszczone zostały wówczas cztery tablice. Incydent wywołał protesty ambasady Rosji w Warszawie oraz konsulatu generalnego Rosji w Krakowie. Tradycją jest składanie kwiatów pod pomnikiem w rocznicę zakończenia walk o Racibórz (31 marca).